# Savage Garden (álbum)
Savage Garden es el nombre del álbum debut homónimo de estudio grabado por el dúo de pop australiano Savage Garden. Fue lanzado al mercado bajo el sello discográfico Columbia el 4 de marzo de 1997 en Australia y 6 semanas después en los Estados Unidos. Incluye los sencillos "I Want You", "To the Moon and Back" y el éxito "Truly Madly Deeply". Se calcula que el álbum llegó a vender 18 millones de copías en todo el mundo. Fue multiplatino en países como Australia, Estados Unidos, Canadá, Nueva Zelanda y Reino Unido.

## Lista de canciones
|    | Título                 | Duración |
| -- | ---------------------- | -------- |
| 1  | "To the Moon and Back" | 5:41     |
| 2  | "I Want You"           | 3:52     |
| 3  | "Truly Madly Deeply"   | 4:38     |
| 4  | "Tears of Pearls"      | 3:47     |
| 5  | "Universe"             | 4:20     |
| 6  | "Carry on Dancing"     | 3:45     |
| 7  | "Violet"               | 4:04     |
| 8  | "Break Me Shake Me"    | 3:23     |
| 9  | "A Thousand Words"     | 4:00     |
| 10 | "Promises"             | 3:31     |
| 11 | "Santa Monica"         | 3:34     |

## Lista de posiciones
| País            | Posición | Certificación |
| --------------- | -------- | ------------- |
| Australia       | 1        | 12xPlatino    |
| Canadá          | 2        | Diamante      |
| Nueva Zelanda   | 1        | 8xPlatino     |
| Estados Unidos  | 3        | 7xPlatino     |
| India           | -        | 6xPlatino     |
| Singapur        | -        | 6xPlatino     |
| Filipinas       | -        | 4xPlatino     |
| Suecia          | 1        | 3xPlatino     |
| Malasia         | -        | 3xPlatino     |
| Taiwán          | -        | 3xPlatino     |
| Reino Unido     | 2        | 2xPlatino     |
| República Checa | -        | 2xPlatino     |
| Dinamarca       | -        | 2xPlatino     |
| Finlandia       | 2        | 2xPlatino     |
| Indonesia       | -        | 2xPlatino     |
| México          | -        | 2xPlatino     |
| Hong Kong       | -        | 2xPlatino     |
| Tailandia       | -        | 2xPlatino     |
| Alemania        | 14       | Oro           |

|
| País         | Peak | Certificación |
| ------------ | ---- | ------------- |
| Grecia       | -    | Platino       |
| Italia       | -    | Platino       |
| Noruega      | -    | Platino       |
| Portugal     | -    | Platino       |
| Polonia      | -    | Platino       |
| Sudáfrica    | -    | Platino       |
| Suiza        | 8    | Platino       |
| Corea        | -    | Platino       |
| Costa Rica   | -    | Platino       |
| Ecuador      | -    | Platino       |
| Japón        | -    | Platino       |
| Francia      | 7    | 2xOro         |
| Austria      | 10   | Oro           |
| Países Bajos | 41   | Oro           |
| España       | -    | Oro           |
| Turquía      | -    | Oro           |
| Chile        | -    | Oro           |
| Perú         | -    | Oro           |
| Venezuela    | -    | Oro           |

|}